# Annette Berndt
Annette Inge Berndt (Dorsten, 6 gennaio 1956) è un'ex cestista tedesca.

## Carriera
Con la Germania Ovest ha disputato tre edizioni dei Campionati europei (1976, 1978, 1981).